# Jean-Pierre Allain
Pour les articles homonymes, voir Allain (homonymie).
Jean-Pierre Allain est un médecin français, impliqué dans l’affaire du sang contaminé.

## Biographie
Directeur du centre médical de la Queue en Yvelines où sont soignés les hémophiles, ancien chef du département de recherche du CNTS (Centre national de transfusion sanguine), Jean-Pierre Allain était au CNTS l'un des adjoints du Dr Michel Garretta.
Il se retrouve impliqué de par ses activités et ses responsabilités au sein du CNTS au cours des années 1980 dans le scandale du sang contaminé qui éclate en France en 1991 et qui éclabousse durablement et gravement la filière de la transfusion sanguine française.

### Scandale du Sang Contaminé
Inculpé le 21 octobre 1991 en compagnie de Michel Garretta, principal responsable du Centre national de transfusion sanguine, Jacques Roux, alors directeur général de la santé et Robert Netter, chef du Laboratoire national de la santé, il est condamné un an plus tard, en 1992, par le tribunal correctionnel de Paris, confirmé ensuite par la cour d'appel de Paris en juillet 1993 pour "tromperie" sur la qualité des produits distribués par le CNTS, à quatre ans de prison dont deux avec sursis, tandis que le Dr Garretta était condamné à quatre ans d'emprisonnement ferme.
S'il s’est plié aux choix imposés par le Dr Garretta, Jean-Pierre Allain était conscient de leurs implications: il ne distribuait pas à ses patients privés les mêmes produits que ceux qui ont pu contaminer des hémophiles.

### Autres articles
- Affaire du sang contaminé
- Michel Garretta